# Liste des phares et de bateaux-phares du Danemark
Cet article dresse la liste de phares et de bateaux-phares au Danemark.

## Jutland
| Nom               | Localisation                       | Année de construction | Coordonnées                       | Illustration | Référence |
| ----------------- | ---------------------------------- | --------------------- | --------------------------------- | ------------ | --------- |
| Phare de Bovbjerg | Jutland central                    | 1877                  | 56° 30′ 47,4″ N, 8° 07′ 10,7″ E   |              |           |
| Phare de Lodbjerg | Jutland du Nord                    | 1883                  | 56° 49′ 24,36″ N, 8° 15′ 46,03″ E |              |           |
| Phare de Fornæs   | Jutland central Norddjurs          | 1856                  | 56° 26′ 36,3″ N, 10° 57′ 26,3″ E  |              |           |
| Phare de Lågemade | Jutland du Sud Fjord de Flensbourg | 1896                  | 54° 54′ 06,63″ N, 9° 36′ 51,77″ E |              |           |

## Cattégat
| Nom              | Localisation | Année de construction | Coordonnées                  | Illustration | Référence |
| ---------------- | ------------ | --------------------- | ---------------------------- | ------------ | --------- |
| Phare de Vesborg | Samsø        | 1858                  | 55° 46′ 10″ N, 10° 33′ 05″ E |              |           |
| Phare de Hjelm   | Hjelm        | 1856                  | 56° 08′ 00″ N, 10° 48′ 20″ E |              |           |

## Sjælland
| Nom             | Localisation | Année de construction  | Coordonnées                  | Illustration     | Référence |
| --------------- | ------------ | ---------------------- | ---------------------------- | ---------------- | --------- |
| Phare de Stevns | Stevns       | 1816-1818 et 1877-1878 | 55° 17′ 26″ N, 12° 27′ 13″ E | Fyrene på Stevns |           |

## Skagerrak
| Nom                    | Localisation | Année de construction | Coordonnées                   | Illustration | Référence |
| ---------------------- | ------------ | --------------------- | ----------------------------- | ------------ | --------- |
| Phare de Hanstholm     | Hanstholm    | 1843                  | 57° 06′ 45″ N, 8° 35′ 56″ E   |              |           |
| Phare de Skagen        | Skagen       | 1858                  | 57° 44′ 08″ N, 10° 37′ 49″ E  |              |           |
| Vippefyr de Skagen     | Skagen       | 1627                  | 57° 43′ 36″ N, 10° 36′ 29″ E  |              |           |
| Phare blanc de Skagen  | Skagen       | 1747                  | 57° 43′ 45″ N, 10° 36′ 24″ E  |              |           |
| Phare de Hirtshals     | Hirtshals    | 1863                  | 57° 35′ 05″ N, 9° 56′ 30,8″ E |              |           |
| Phare de Rubjerg Knude | Hjørring     | 1899                  | 57° 26′ 56″ N, 9° 46′ 28″ E   |              |           |

## ÎleBornholm
| Nom                  | Localisation | Année de construction | Coordonnées                  | Illustration | Référence |
| -------------------- | ------------ | --------------------- | ---------------------------- | ------------ | --------- |
| Phare de Christiansø | Christiansø  | 1798                  | 55° 19′ 27″ N, 15° 11′ 29″ E |              |           |
| Phare de Dueodde     | Dueodde      | 1962                  | 54° 59′ 30″ N, 15° 04′ 28″ E |              | [ 1 ]     |
| Phare de Hammeren    | Hammeren     | 1802                  | 55° 17′ 11″ N, 14° 45′ 55″ E |              | [ 1 ]     |
| Phare de Hammer Odde | Hammeren     | 1885                  | 55° 17′ 52″ N, 14° 46′ 19″ E |              | [ 1 ]     |
| Phare de Rønne       | Rønne        | 1880                  | 55° 05′ 58″ N, 14° 41′ 46″ E |              | [ 1 ]     |
| Phare de Svaneke     | Svaneke      | 1919                  | 55° 07′ 54″ N, 15° 09′ 10″ E |              | [ 1 ]     |

## Autres
Bateaux-phares : (navire musée)
- Horns Rev
- Gedser Rev